# بخش شوپینگ
بخش شوپینگ (به سوئدی: Köpings kommun) یک ناحیه شهری در سوئد است که در شهرستان وستمانلاند واقع شده‌است.